# Aldo Tarlao
Aldo Tarlao (ur. 26 marca 1926 w Grado, zm. 12 marca 2018 w Trieście) – włoski wioślarz, srebrny medalista olimpijski.
Wystąpił na igrzyskach olimpijskich w Londynie w 1948, gdzie osada Włoch w składzie: Giovanni Steffè, Aldo Tarlao i Alberto Radi (sternik) wywalczyła srebrny medal w dwójkach ze sternikiem. W finale o 11,7 sekundy przegrali z Duńczykami, a o 13 sekund pokonali osadę Węgier. Na rozgrywanych cztery lata później igrzyskach olimpijskich w Helsinkach w tej samej konkurencji zajął czwarte miejsce. Walkę o brązowy medal Włosi przegrali tam o 3,5 sekundy z Duńczykami.
W tej samej konkurencji wywalczył również złote medale na mistrzostwach Europy w Amsterdamie (1949), mistrzostwach Europy w Mediolanie (1950) i mistrzostwach Europy w Mâcon (1951) oraz srebrny na mistrzostwach Europy w Lucernie (1947). 
W 1951 roku zdobył złote medale w dwójce ze sternikiem i ósemce na igrzyska śródziemnomorskich w Aleksandrii, a na igrzyska śródziemnomorskich w Barcelonie cztery lata później był najlepszy w czwórce ze sternikiem.
W 1947 roku zdobył ponadto mistrzostwo kraju w dwójkach bez sternika.